# Swory
Swory [pronunciación en polaco: /ˈsfɔrɨ/] es un pueblo en el distrito administrativo de Gmina Biała Podlaska, dentro del Distrito de Biała Podlaska, Voivodato de Lublin, en el este de Polonia. Él mentiras aproximadamente 14 kilómetros al noroeste de Biała Podlaska y 97 kilómetros al norte de la capital regional, Lublin.